# Niesgrau
Niesgrau (dänisch: Nisvrå) ist eine Gemeinde im Kreis Schleswig-Flensburg in Schleswig-Holstein. In der heutigen Form besteht sie seit 1970.

## Geographie

### Geographische Lage
Das Gemeindegebiet von Niesgrau erstreckt sich im Naturraum Angeln (Haupteinheit Nr. 700), der Ostsee-Halbinsel zwischen Schlei und Flensburger Förde, am Küstenstreifen der Geltinger Bucht.

### Ortsteile
Hunhoi (Hundhøj, auch Hunhoved), Koppelheck (dänisch: Kobbelled), Lipping (dän. auch Lepping), Mühlenkoppel (Møllekobbel), Ohrfeldhaff  (Udmarkhav), Schnogholm (Snogholm), Stausmark (Stavsmark), Tollgaard, Stobdrup (Stubdrup) und Winnery (Vinderyd oder Vinderyde) liegen im Gemeindegebiet.

### Nachbargemeinden
Unmittelbar angrenzende Gemeindegebiete zu Niesgrau sind:
| Steinberg |                                             |         |
| Sterup    | Kompassrose, die auf Nachbargemeinden zeigt | Gelting |
|           | Esgrus, Stangheck                           |         |

## Geschichte
Aus der Jungsteinzeit stammt das Großsteingrab Ohrfeld.
Der Name Niesgrau setzt sich zusammen aus dän. vrå für Ecke oder Winkel und dem Rufnamen Nis (in schwacher Druckstellung über Niels aus Nicolaus entstanden). Der Ortsname weist somit auf einen Winkel (vrå) hin, der einem Mann namens Nis gehörte. Im Deutschen wurde der Name durch Ausfall des v in grau umgedeutet. Seit dem Spätmittelalter dominierte hier wie in weiten Teilen des Kirchspiels Esgrus der adelige Gutsbesitz, zunächst von Rundhof aus, dann auf den selbständig gewordenen vorherigen Meierhöfen Niesgraugaard und Ohrfeld. Die Leibeigenschaft wurde bereits 1765 aufgehoben. Ab 1853 wurden die Gutsbezirke zur Kapplerharde zusammengefasst.
Nach dem Übergang des Herzogtums Schleswig an Preußen als Folge des Deutsch-Dänischen Krieges von 1864 wurde das große Kirchspiel Esgrus in neun Landgemeinden und vier Gutsbezirke aufgeteilt. Das Gebiet der heutigen Gemeinde Niesgrau bestand aus den kleinen Gutsbezirken Niesgraugaard und Ohrfeld und den Landgemeinden Koppelheck, Niesgrau und Stobdrup. Der Rest des Kirchspiels bildet heute die Gemeinden Esgrus und Stangheck (einschließlich Rundhof).
Von 1886 bis 1953 verkehrte die Flensburger Kreisbahn im Gemeindegebiet, so dass sich der Ortskern von Niesgrau um den ehemaligen Bahnhof gebildet hat. Auch in Stausmark und Stobdrup befanden sich Haltepunkte der Bahn.
Im Jahre 1928 wurden Niesgraugaard nach Niesgrau und Ohrfeld nach Koppelheck eingemeindet, als in ganz Preußen die adeligen Gutsbezirke aufgehoben wurden. 1970 wurden Koppelheck und Stobdrup nach Niesgrau eingemeindet. Gleichzeitig wurde der 1889 eingerichtete Amtsbezirk Rundhof-Esgrus dem Amt Steinbergkirche einverleibt.
Im Gebiet von Niesgrau lag der Fähranleger von Gelting-Mole. Von hier aus bestand eine Fährverbindung zur dänischen Insel Fünen. Mit dem Wegfall der Butterfahrten war der Fährdienst nicht mehr rentabel und wurde aufgegeben. 

## Politik

### Gemeindevertretung
Bei der Kommunalwahl am 14. Mai 2023 wurden insgesamt neun Sitze vergeben. Diese fielen erneut alle an die Wählergemeinschaft Niesgrau. Die Wahlbeteiligung betrug 64,6 %.

### Wappen
Blasonierung: „Von Gold und Blau schräg geteilt. Oben ein grüner, aus drei Blättern und einer Eichel bestehender Eichenzweig, unten ein nach links schwimmender silberner Fisch.“

## Wirtschaft
Die Wirtschaft in der Gemeinde wird überwiegend von der Urproduktion der Landwirtschaft geprägt. Auch der Tourismus ist eine wichtige Einnahmequelle für einige Betriebe. Der Fährhafen Gelting Mole, von der aus ehemalig eine Verbindung zur dänischen Insel Langeland bestand, wurde nach der Einstellung des Fährbetriebs zu einem Sportboothafen umgenutzt.

## Gut Ohrfeld
Das Herrenhaus von Gut Ohrfeld (dänisch: Udmark) ist mit seinen Zinnen auffällig gestaltet. Der Name konnte bisher nicht zufriedenstellend gedeutet werden. Zuvor ein Meierhof von Gut Rundhof, wurde das Gut 1613 abschließend selbständig und hatte bis 1853 eine eigene Rechtsprechung.